# 羅運炎
羅運炎（1889年11月17日—約1966年），字耀东，男，江西九江人。中华民国哲学家、基督教领袖、社会活动家、政治人物，中国禁烟运动领袖之一。。

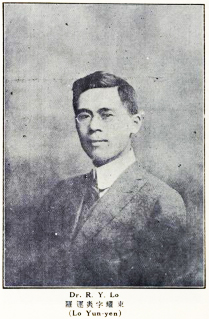
《中国名人录（第三版）》中的羅運炎照片

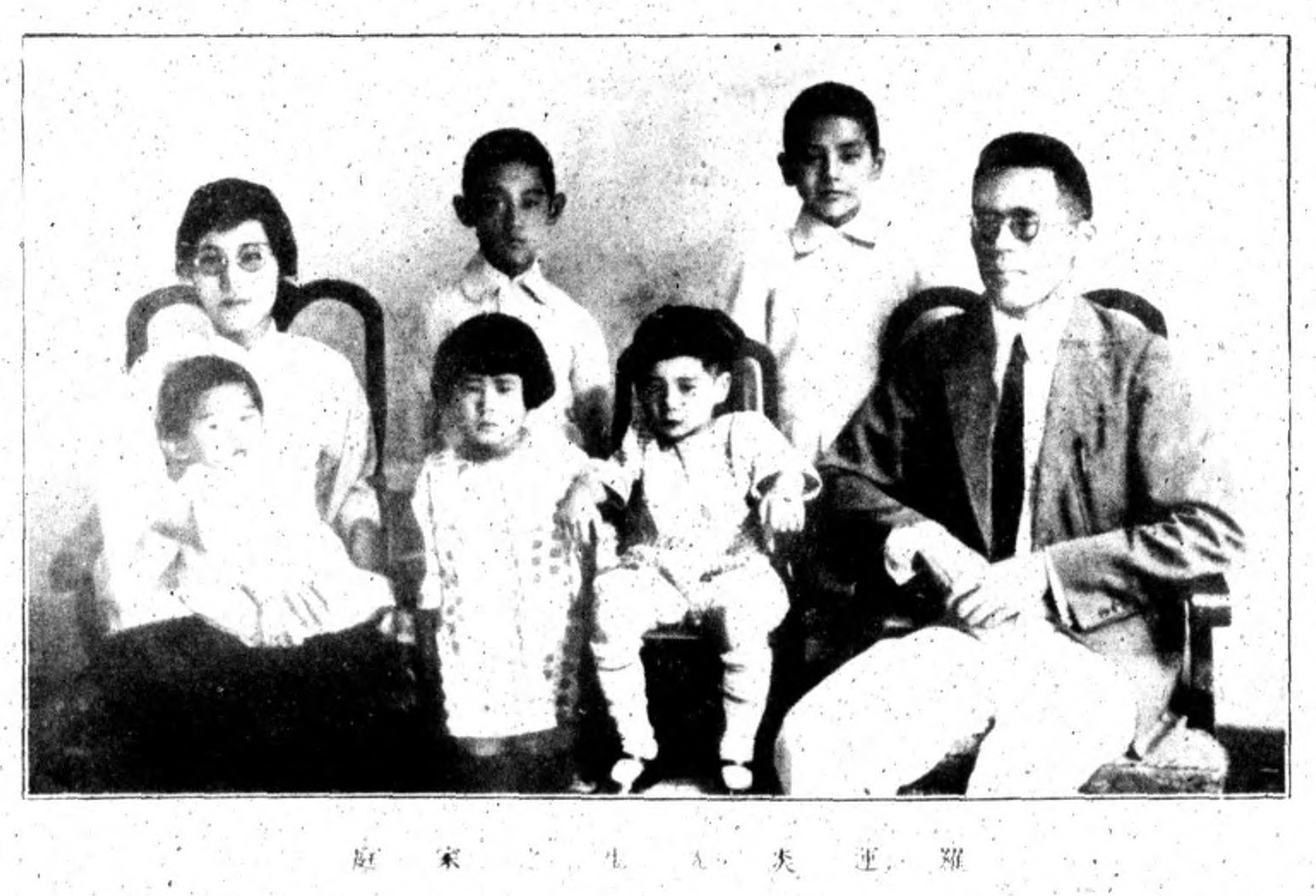
羅運炎先生之家庭

## 生平[4][5]

### 留学美国
光绪十五年十月二十五日卯時生于九江东门外十多里的罗家大屋。父亲罗豫亭（号建侯），以教书为业。羅運炎7岁时，母亲李氏小产而亡。不久，父亲也去世。羅運炎成为孤儿，投靠亲戚。10岁时，经在燮昌火柴公司作工的姑祖母介绍，羅運炎赴该公司当学徒。后来，因病于庚子年（1900年）夏回家休养。随后，进入美国美以美会开办的“同文书院”（1906年更名为南伟烈大学（William Nast College））学习，先后在该校的小学堂、中学堂学习，后在该校的大学堂学习两年，共在该校学习八年。在校期间，从1906年到1907年，他还在九江官立第一学堂（Kiukiang First Government School，中文原名待查）及文华书院（Wen Hua School，中文原名待查）兼职授课。1907年自南伟烈大学毕业。从1907年至1909年，羅運炎在德化县官立小学堂任教。
1909年春，经南伟烈大学校长库思非推荐，羅運炎赴美国留学。1909年9月到美国，入美国籍德国人开办的华莱士学院文科学习，1911年6月初，毕业获得文学士学位。在校期间，从1910年至1911年，羅運炎是歌德协会（Goethe Society）的会长。1911年6月，他在一个演讲比赛中获得一等奖。毕业后，羅運炎进入为其免学费的雪城大学（旧译“西拉扣司大学”、“塞拉库西大学”）学习经济及政治科学，1912年获得文学硕士，1914年6月获得哲学博士学位其博士学位论文的主题是“The Social Teaching of Confucious”。在美国期间的一个暑假，羅運炎曾赴美国北部各州进行巡回讲座。

### 回到中国
1914年夏，羅運炎正准备赴德国学习法律，第一次世界大战爆发，羅運炎乃于1914年9月回到中国，在九江的南伟烈大学任教，担任社会学及经济学教职。他的名声逐渐被政府知晓，乃获聘为江西督军署顾问，任职多年。
1920年，美以美会派羅運炎到上海，担任《兴华报》（Chinese Christian Advocate）编辑及《Young Peoples Friend》的编辑。他著有许多著作，并且是不少中文及外文期刊的撰稿人，还经常奔波各地，到会议及机构中发表演讲。1922年5月，第二次基督教全国大会在上海市政厅（Shanghai Town Hall）举行，大会决定成立中华全国基督教协进会。会上，作为Commission主席之一，羅運炎准备了此次大会的“Commission IV”的报告，获得了巨大成功。
1925年时，羅運炎正在担任美以美会总编辑长、广学会副主席、东吴大学法科讲师，以及杂志《Chinese Recorder》的编辑委员会成员（a member of the Chinese Recorder's editorial board）。

### 禁毒斗争
1922年5月，中华全国基督教协进会成立，羅運炎出任拒毒委员会成员，投入禁绝鸦片的工作中。1924年，中华全国基督教协进会发起成立中华国民拒毒会，羅運炎成为五人常务委员会会员之一。1929年，羅運炎出任中华国民拒毒会会长，并且担任国民政府禁烟委员会委员。1933年1月12日、1935年1月12日，羅運炎先后出任国民政府立法院第三、四届立法委员，直到1942年3月12日去职。他还曾任中华全国基督教协进会第九届会长。1948年，当选行宪后第一届立法委员。1949年9月19日，新华社以电讯方式发出了《原国民党立法委员脱离国民党反动派宣言》，羅運炎是在该宣言上签字的立法委员之一。
1951年8月30日，江西省第四區立委當選人羅運炎等28名立法委员因“均奉通緝在案，并經內政部彙案函准立法院查明於第四會期均未報到出席，依法自應分別註銷名籍。案內劉不同缺額，依法應以候補人姜慶元遞補，俟查明其動態後再辦遞補手續，其餘葛克信等二十七人缺額均不予辦理遞補手續。”
文革中被迫害致死。

## 家庭
儿子羅會元为醫學遺傳學家，中國醫學科學院基礎醫學研究所、北京協和醫學院醫學遺傳學教授，博士生導師，中國醫學遺傳學奠基人之一。

## 著作
- Henry Frederick Cope，家庭宗敎敎育，羅運炎译，Methodist Publishing House，1921年
- 羅運炎，基督教與新中國，上海：美以美會全國書報部，1923年
- 羅運炎，孔子社会哲学，上海：美以美書報部，1926年
- 羅運炎，平民主义
- 羅運炎，环球游记，1928年
- 羅運炎，中国鸦片问题，兴华报社、协和书局、中华国民拒毒会，1929年
- 羅運炎，羅運炎文集（卷一），卿云图书公司，1931年6月
- 羅運炎，羅運炎论道文选，上海广学会，1931年10月
- 羅運炎，烟祸痛史，中华国民拒毒会宣传部，1934年
- 羅運炎，毒品问题（上、下册），商务印书馆，1936年
- 羅運炎，青年问题，商务印书馆，1936年
- 羅運炎，中國勞工立法，中華書局，1939年
- 羅運炎，羅運炎讲演拾零，卫理公会书报部，1949年
- 羅運炎自述：一个苦儿的奋斗，华美书局，年份不详
- 靜修日程，羅運炎，游昭文編, 中華基督教衛理公會, 1947
- 靜修日程（1951年7至8月），羅運炎，游昭文著, 上海靜修日程社, 1951

## 延伸阅读
- 刘粉，罗运炎思想研究（1949年以前），苏州大学硕士毕业论文，2012年

[在维基数据编辑]
 《游美同學錄·羅運炎》，出自《游美同學錄》
 在维基共享资源阅览影像
| 非組織職務      | 非組織職務                             | 非組織職務      |
| --------------- | -------------------------------------- | --------------- |
| 前任： 李登辉？ | 中华国民拒毒会会长 1929年—？           | 繼任： 王景岐？ |
| 宗教頭銜        |                                        |                 |
| 前任： 王治平   | 中华全国基督教协进会会长 1933年—1935年 | 繼任： 吴贻芳   |